# Frances Teague
Frances Teague (12 de abril de 1905 - 29 de julho de 1969) foi uma atriz de cinema estadunidense da era do cinema mudo que atuou em 6 filmes entre 1924 e 1927, abandonando a carreira cinematográfica sem motivo aparente.

## Biografia
Teague nasceu em Oakland, Califórnia , em 12 de abril de 1905, filha de Walter E. e Margaret Teague. O bisavô de Francês, William Teague, montou as equipes para a antiga Central Pacific Railroad, o elo final da ferrovia transcontinental. Seu avô, John Francis Teague, foi o primeiro maquinista e engenheiro da C. P. Hintigton Locomotive nº 1. Seu pai foi o gerente do departamento operacional da Southern Pacific Company.
Frances teve teatro e dança como ambições de infância, e fez seis anos de aula de dança, além de estudar arte dramática na escola de Miss Hamlin, em São Francisco.
As notícias de jornais sobre o início da carreira de Francês no cinema são contraditórias. Uma das informações envolve o diretor Eric von Stroheim, quando esse esteve em São Francisco e usou a Southern Pacific para algumas locações. Quando o diretor fez uma visita ao escritório de Walter Teague, no Southern Pacific, ele vira a foto de Frances na mesa do pai e pedira para fazer alguns testes. Ele chegara a lhe prometer uma parte de uma produção futura, mas a oferta nunca se materializou.
A outra informação refere que Frances foi descoberta logo após sua chegada em Hollywood. Quando ela se formou na escola de Miss Hamlin, Frances e seus pais mudaram-se para Los Angeles, e a informação sugere que a família se mudou para permitir que a Frances alcançasse suas ambições de atuação.
Posteriormente a filha de Frances, Patricia (Pat) Hillsinger (1932-2016), no entanto, diz que a razão pela qual a família se mudou foi o pedido de um funcionário da ferrovia em Los Angeles, que convidou Walter Teague para trabalhar em Los Angeles. Além disso, o irmão mais velho de Frances, Earle, depois de frequentar a escola de agricultura, estava trabalhando na indústria da agricultura na área de Los Angeles.
Depois de um tempo em Hollywood, Frances assinou contrato com a Fox Studios. Reportagens da imprensa na época afirmaram que John Ford a contratara para o papel feminino principal em The Iron Horse (1924), cuja história é centrada na construção da ferrovia transcontinental. Madge Bellamy, no entanto, fez o papel principal ao lado de George O'Brien. Frances apareceu como Polka Dot, a dançarina.
Frances depois teve pequenos papéis em filmes de Ford como Hearts of Oak (1924) e Her Husband’s Secret (1925). Frances, juntamente com Natalie Kingston, Lloyd Hamilton e Monte Blue, quando retornaram a Oakland em março de 1926 e foram homenageados pelo prefeito John L. Davis.
Em Wild Justice (1925), Frances interpreta Polly Ann Hadley. O tio de Polly Anné assassinado, e o assassino assume sua cabana e seu cão, Arno (Peter the Great). Quando Polly Ann vem visitor o tio, o bandido tenta atacá-la e ela é defendida por Arno, até que o doutor (George Sherwood) chega na cena e a resgata.
Em seguida, Frances Teague se retirou das telas, e seu filme final foi o seriadoThe Trail of the Tiger, apresentado pela Universal entre 1927 e 1928. Ela certamente não deixou Hollywood. Depois que se instalaram na cidade, Teague construiu uma casa em Hollywood Hills, no 2760 Hollyridge Drive.

## Vida pessoal e morte
Em abril de 1931, Frances casou com Charles L. Tilley, o gerente da Outer Harbor Dock and Wharf Company, em San Pedro. Sua filha, Patricia Ann, nasceu em janeiro de 1932 (faleceu em 2016), e o filho Walter em 1935.
Ao longo do tempo, o casal construiu uma casa em proximidades Palo Verdes e Frances fez diversas outras atividades, tais como trabalhos para a Cruz Vermelha e supervisão de um grupo que fez meias para homens do Exército e da Marinha. Ela era ativa na assistência da League de Long Beach durante anos. Após a guerra, ela dedicou-se a um grande número de instituições de caridade e permaneceu ativa socialmente.
Na década de 1960, Frances foi operada de câncer, e morreu em 29 de julho de 1969, aos 64 anos de idade.

## Filmografia
- The Iron Horse (no Brasil, O Cavalo de Ferro, 1924, como Polka Dot, não creditada)
- Hearts of Oak (1924)
- Her Husband's Secret (1925)
- Wild Justice (no Brasil, Justiça Selvagem, 1925)
- The Last Edition (no Brasil, A Última Edição, 1925)
- The Trail of the Tiger (seriado, no Brasil, Pegadas do Tigre, 1927)